# Bruce Driver
Bruce Douglas Driver, född 29 april 1962, är en kanadensisk före detta professionell ishockeyspelare som tillbringade 15 säsonger i den nordamerikanska ishockeyligan National Hockey League (NHL), där han spelade för ishockeyorganisationerna New Jersey Devils och New York Rangers. Han producerade 486 poäng (96 mål och 390 assists) samt drog på sig 670 utvisningsminuter på 922 grundspelsmatcher. Han spelade också på lägre nivåer för Maine Mariners i AHL och Wisconsin Badgers (University of Wisconsin) i NCAA.
Driver draftades i sjätte rundan i 1981 års draft av Colorado Rockies som 108:e spelaren totalt.
Han är en enfaldig Stanley Cup-mästare med Devils (1994-1995).